# Vidya Balan
Vidya Balan (hindi: विद्या बालन, malajalam: വിദ്യ ബാലന്‍, ur. 1 stycznia 1979 w Palakkad w Kerali) – indyjska aktorka z Bollywood.

## Wczesne życie
Pół Malajamalka, pół Tamilka z miasta Palakkad (Palghat) w Kerali, Vidya Balan dorastała w Bobmaju, gdzie uczęszczała do St. Xavier's College a następnie na Uniwersytet w Bombaju, gdzie skończyła socjologię. Mówi w kilku językach w tym w tamilskim, hindi, malajalam i bengalskim.

## Kariera
Vidya Balan zaczęła pracę jako aktorka w malajalamskim filmie Chakram, w parze z Mohanlalem, jednak produkcja filmu nie została ukończona. Po debiucie w reklamie telewizyjnej jako modelka dla Surf Excel w 1998 zagrała w około 25 reklamach (reżyserowanych głównie przez Pradeepa Sarkara), wielu drobnych rolach w klipach muzycznych, telenowelach telewizji indyjskiej (Hanste Khelte i Hum Paanch) i bengalskim filmie Bhaalo Theko, za który zdobyła nagrodę Anand Lok Puraskar dla najlepszej aktorki w Kalkucie. Wystąpiła także w międzynarodowej reklamie filmy Raza.com, zawierającej piosenkę Shaana Tanha Dil.
W 2005 Vidya zadebiutowała u boku m.in. Saifa Alego Khana i Sanjaya Dutta w swym pierwszym bollywoodzkim filmie pełnometrażowym Poślubiona, produkcji Vidhu Vinoda Chopry w języku hindi, reżyserowanej przez Pradeepa Sarkara. Film odniósł wielki sukces komercyjny i zyskał bardzo przychylne opinie krytyków. W efekcie aktorka otrzymała wiele propozycji ról, także od czołowych reżyserów takich jak Mani Ratnam.
W 2006 raz jeszcze zagrała u boku Sanjaya Dutta w filmie Vidhu Vinoda Chopry Lage Raho Munna Bhai.
Zasiadała w jury konkursu głównego na 66. MFF w Cannes (2013).

## Życie osobiste
Jej ojciec, P.R. Balan, jest wiceprezydentem kanału ETC, a matka gospodynią domową. Ma starszą siostrę, Priyę Balan. Uwielbia indyjską muzykę klasyczną od Shivkumara Sharmy i Hariprasada Chaurasii do Shubhy Mudgal i Kishori Amonkar. Jako praktykująca hinduska Vidya deklaruje, że odwiedza codziennie świątynię i spędza tam minimum 30 minut.

## Filmografia
| Rok  | Film                             | Rola            | Uwagi                                                 |
| ---- | -------------------------------- | --------------- | ----------------------------------------------------- |
| 2008 | Kismet Konnection                |                 | premiera 11 lipca 2008                                |
| 2008 | Mukti                            | Hashi           | w produkcji                                           |
| 2007 | Suryamukhi                       |                 | Zapowiedź                                             |
| 2007 | Halla Bol                        | Sneha           | Zapowiedź                                             |
| 2007 | Chandramukhi                     |                 | Zapowiedź                                             |
| 2007 | Heyy Babyy                       |                 | Esha                                                  |
| 2007 | Om Shanti Om                     | siebie          | gościnnie w piosenceDeewangi Deewangi                 |
| 2007 | Bhool Bhulaiyaa                  | Avni/Manjhulika | nominacja do Nagrody Filmfare dla Najlepszej Akttorki |
| 2006 | Guru                             | Meenu           |                                                       |
| 2006 | Salaam-e-Ishq: A Tribute To Love | Tehzeeb         |                                                       |
| 2006 | Eklavya: The Royal Guard         | Rajeshwari      | indyjski kandydat do Oscara                           |
| 2006 | Lage Raho Munna Bhai             | Jhanvi          |                                                       |
| 2005 | Poślubiona (Parineeta)           | Lolita          | Nagroda Filmfare za Najlepszy Debiut                  |
| 2003 | Bhalo Theko                      | Anandi          | film bengalski                                        |

## Nagrody
- 2005, Nagroda Star Screen dla Najbardziej Obiecującej Debiutantki – Poślubiona
- 2005, Nagroda Stardust dla Kobiecej Supergwiazdy Jutra – Poślubiona
- 2005, Nagroda Filmfare dla Najlepszego Debiutu – Poślubiona
- 2005, Nagroda Zee Cine dla Najlepszego Żeńskiego Debiutu – Poślubiona
- 2005, Nagroda Międzynarodowej Indyjskiej Akademii filmowej (IIFA) dla Najlepszego Żeńskiego Debiutu – Poślubiona